# Cascarón

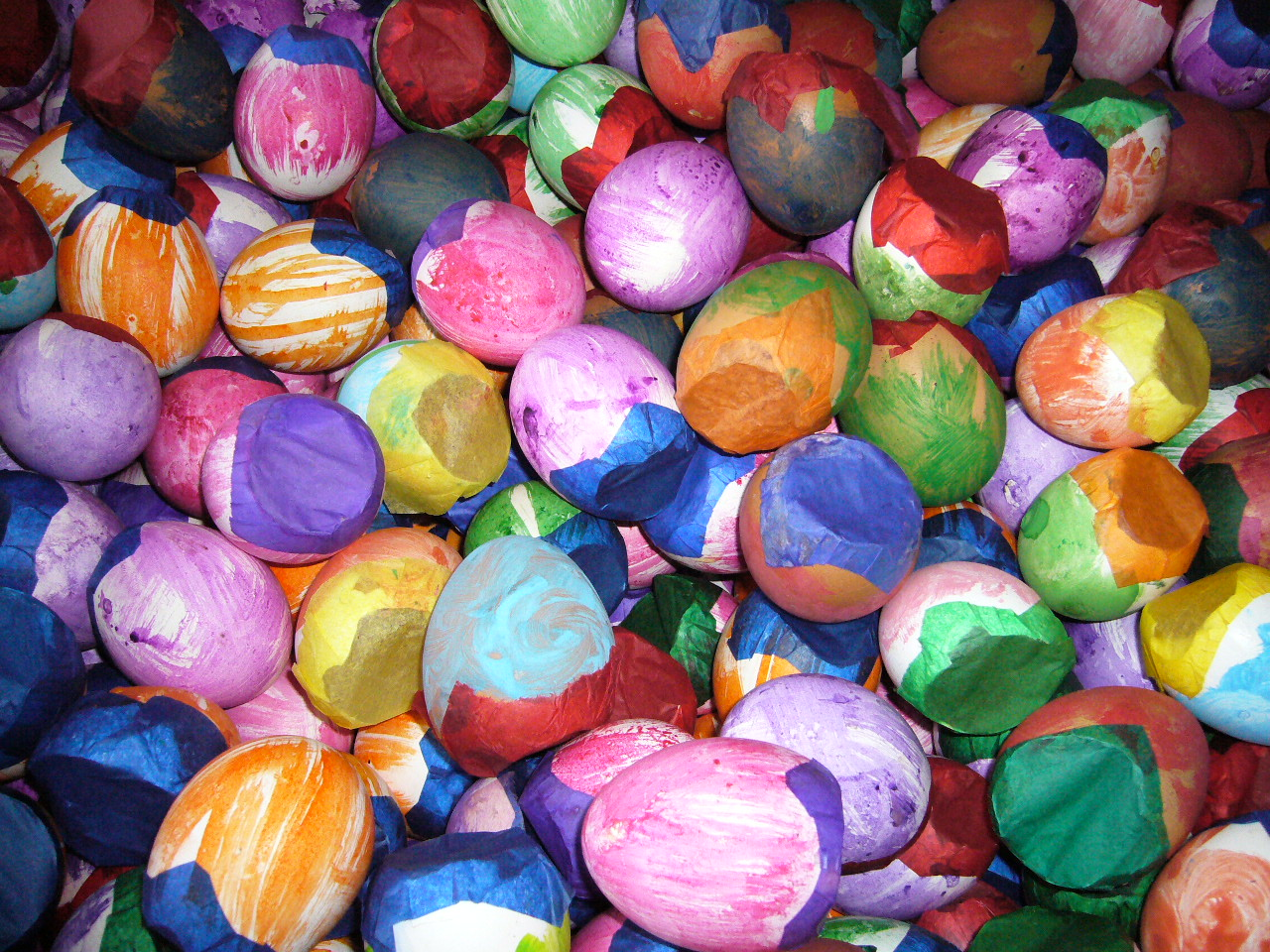
Des cascarones.

Un cascarón (pluriel cascarones, de cascarón, coquille d'œuf, lui-même de cáscara, coquille) est un œuf de poule évidé rempli de confettis ou de petits jouets. Les cascarones sont courants dans tout le Mexique et sont similaires aux œufs de Pâques populaires dans de nombreux autres pays. Ils sont principalement utilisés au Mexique pendant le carnaval, mais dans les villes frontalières américaines et mexicaines, les cultures se sont combinées pour en faire une tradition populaire de Pâques. 
Des cascarones décorés et remplis de confettis peuvent être jetés ou écrasés sur la tête du destinataire pour le couvrir de confettis en guise d'amusement collectif. En Espagne, quand un enfant se conduisait mal, son père cassait un œuf au-dessus de la tête, une manière de montrer sa désapprobation. En plus de Pâques, les cascarones sont devenues populaires pour des occasions telles que les anniversaires, le Nouvel An, Halloween, Cinco de Mayo, Dieciséis, le Jour des Morts et les mariages (les cascarones de mariage peuvent être remplis de riz). Comme de nombreuses traditions populaires au Mexique, les cascarones sont de plus en plus populaires dans le sud-ouest des États-Unis

. Par exemple, ils sont particulièrement importants lors du festival de Fiesta de deux semaines à San Antonio au Texas. Les cascarones sont généralement fabriquées pendant la période de Pâques. 
Pour faire des cascarones, on peut utiliser une épingle ou un couteau pour faire un trou dans la coquille et vider le contenu. La coquille est ensuite nettoyée, décorée et séchée avant d'être remplie de confettis ou d'un petit jouet. Habituellement, de la colle est appliquée autour de l'extérieur du trou et couvert de papier de soie.

## Histoire
Les cascarones seraient originaire de Chine avant de transiter par l'Espagne et finalement arriver au Mexique grâce à Marco Polo. L'impératrice Charlotte de Belgique, femme de l'empereur du Mexique Maximilien Ier, les a popularisé au Mexique durant les années de son règne (années 1860).
C'est au Mexique que la poudre parfumée a été remplacée par des confettis,.